# Lodovica Bortot
Lodovica Bortot (Venezia, 13 agosto 1991) è un'ex calciatrice italiana, di ruolo centrocampista.

## Carriera

### Club
Appassionata di calcio fin da giovanissima, Lodovica Bortot trova nel VeneziaJesolo la possibilità di continuare l'attività agonistica in una squadra interamente femminile dopo il compimento dell'età massima consentita dal regolamento federale per giocare con i maschietti nelle formazioni giovanili. Nel 2006 viene selezionata anche dalla locale sezione della Lega Nazionale Dilettanti per rappresentare il Veneto al torneo nazionale Under-15, selezione che alla guida del tecnico Walter Bedin si aggiudica il titolo superando per 4-3 la Lombardia nella finale di Anzio.
Inserita formalmente in rosa con la squadra titolare, che dalla stagione 2007-2008 è iscritta con la nuova denominazione Venezia 1984 al campionato di Serie A2, nel corso del calciomercato invernale viene ceduta in prestito al Vicenza, iscritto al girone B della Serie B 2007-2008, dove gioca nel ruolo di attaccante siglando 10 reti su 15 presenze di campionato e condividendo con le compagne la seconda posizione in classifica al termine della stagione.
Ritornata al Venezia 1984, neopromosso in Serie A, dalla stagione 2008-2009, viene schierata come centrocampista fin dalla prima giornata di campionato, nell'incontro casalingo pareggiato 2-2 con il Torino dove al 77' rileva Sara Capovilla partita titolare. Nel corso del campionato conquista la fiducia del tecnico Alessandro De Bortoli, poi di Marino Ranzolin che gli subentra dalla 17ª giornata, collezionando alla fine 20 presenze su 22 partite disputate, andando anche in rete alla 19ª giornata, nell'incontro vinto 1-0 sull'Atalanta, risultato importante per le venete al fine della salvezza.
Bortot indossa la maglia del Venezia 1984 nelle tre difficili stagioni successive, contribuendo a far raggiungere la salvezza alla sua squadra, 10º posto in Serie A e terzo turno in Coppa Italia nella stagione 2009-2010, 9º in campionato e terzo turno in Coppa Italia in quella successiva e quella conclusiva, la 2011-2012, caratterizzata da contrasti con il comune di Venezia per l'assegnazione dell'impianto sportivo dove giocare le partite casalinghe e che avevano fatto dichiarare al presidente Saramin la non iscrizione, poi avvenuta, al campionato di Serie A 2011-2012. Bortot, svincolata dall'estate precedente, si accorda successivamente con la dirigenza giocando i primi otto incontri di campionato.
Bortot infine giunge al Net.Uno Venezia Lido che, promosso dalla Serie C regionale, la ingaggia per la stagione 2013-2014; tesserata fino a dicembre 2013, marca 2 reti prima della sua partenza dalla società.

### Nazionale
Pur avendo ricevuto convocazioni per gli stage della nazionale italiana Under-19, non è poi mai stata inserita in rosa per le partite ufficiali delle Azzurrine.